# عرادة (قرية)
عرادة قرية في سوريا تتبع محافظة حلب إلى الجنوب الغربي من مدينة حلب على بعد 25 كيلو متر على طريق حلب - دمشق.
تعداد السكان 1000 نسمة تقريبا، مساحة الأراضي الزراعية 5000 هكتار، 20% منها مروية والباقي بعلية، تزرع الحبوب مثل (قمح-شعير)والقطن، والأشجار المثمرة مثل الزيتون والعنب.